# Utomrättsligt dödsstraff
Utomrättsligt dödande, utomrättslig avrättning eller utomrättsligt dödsstraff är en avrättning av en människa utförd av statsmakten eller ett offentligt organ utan grund i något rättsligt förfarande. Utomrättsliga bestraffningar är per definition olagliga, eftersom de förbigår de juridiska processer som hör till den rättsgrund som finns i det land där dessa bestraffningar äger rum. Utomrättsliga bestraffningar och/eller avrättningar riktar sig vanligtvis mot oliktänkande – politiska, fackliga, religiösa och samhälleliga förgrundsfigurer eller förebilder. De genomförs, om möjligt i skymundan, av statsmakterna genom de statliga myndigheter som har monopol på våldet, som militären, säkerhetstjänster och polismyndighetens olika specialenheter. Svårigheten kan vidare förvärras om utåt sett privata miliser, kriminella gäng e dyl utför gärningen men på uppdrag eller uppmaning av representanter för statsmakten (som själva, särskilt om det rör säkerhetstjänster, kan ha en dubiös koppling till den officiella politiska ledningen i landet, eller rentav en antagonistisk hållning till denna i mindre fungerande stater). 
Exempel på utomrättsligt dödande rör T4-programmet i Nazityskland (frivillig eutanasi anses dock som regel falla utanför begreppet), bortförandet och dödandet av Jesus Galindez, avrättningen av Federico Garcia Lorca, samt åtskilliga fall i mindre funktionella stater, som i Latinamerika, där merparten av stater inte har dödsstraff men polis- och milisstyrkor regelmässigt verkställer faktiska avrättningar utan föregående rättsprocess, ibland mot specifika upprorsmakare eller brottslingar. Hur gränsen till preciserade lönnmord, t ex av Qassem Soleimani eller Anwar Al Awlaki, ska behandlas är tvetydigt, men oftast avses gärningar begångna inom landet ifråga som alltså "kunnat" hanteras genom ordinarie rättsprocessen och inte i form av en krigshandling. Urskiljningslöst dödande i krig, som inte har politiska motiv och inte riktar sig mot en särskild enskild, faller utanför begreppet, medan dödande i strid med krigets lagar, som avrättningar av krigsfångar, benämns som krigsbrott. I en inbördeskrigssituation kan detta dock vara överlappande med begreppet utomrättslig avrättning. Ett notoriskt gränsfall är polis eller militär(polis) som dödar enskilda i något som ligger nära en nödvärns- eller kravallsituation. Jämförelsevis fälls svenska poliser ytterst sällan till straffansvar, även i situationer som faller utanför gängse regler om nödvärn, men alla kända fall där polis dödar en enskild utreds för att styrka att de befunnit sig inom lagens ramar. För att undvika sådana formella regelverk används ibland informella medarbetare av polis. Exempelvis kan, i mindre fungerande stater, samverkan ske mellan ordningsmakten och vissa kriminella nätverk, som omfattar sanktionerade avrättningar av måltavlor från andra gäng. 